# 法国工人党
法国工人党，法国早期马克思主义政党，领导人有茹尔·盖得、保尔·拉法格、加布里埃尔·德维尔等，又被称为“盖得派”或“马克思派”。
1879年10月，在马赛工人代表大会上宣布成立法國社會主義工人聯盟。1880年，盖得和拉法格共同制定在勒阿弗尔代表大会上通过的党纲，党纲的理论部分由卡尔·马克思口授。1882年，在圣艾蒂安召开的大会上，盖得派与保罗·布鲁斯和贝努瓦·马隆领导的可能派发生分裂，遂脱党，另立工人党。1883年，工人党改名为法国工人党。法国工人党反对亚历山大·米勒兰进入内阁，在布朗热事件和德雷福斯事件中持中立态度。1901年，该党与布朗基主义政党革命社会党合并为革命社会主义团结。